# Filipa z Dammartinu
Filipa z Dammartinu (francouzsky Philippe de Dammartin, † 14. dubna 1279/1281) byla paní z Coucy a hraběnka z Eu a Geldern.

## Život
Narodila se jako jedna ze čtyř dcer Šimona, hraběte z Ponthieu a Aumale a Marie, dcery Viléma Talvase. Pravděpodobně na přelomu let 1239/1240 se stala třetí manželkou Radulfa z Lusignanu. Manželství nebylo požehnáno potomstvem a skončilo Radulfovou smrtí.
Po listopadu 1246 se Filipa provdala za Radulfa z Coucy. Ten se krátce po sňatku, věren rodové tradici vydal se svým králem Ludvíkem IX. na křížovou výpravu, jež se mu stala osudná. Společně s řadou dalších šlechticů padl u al-Mansúry.
Poté se Filipa roku 1253 stala druhou chotí Oty z Geldern a porodila mu vytouženého dědice a několik dcer. Zdá se, že svého muže přežila, byla pohřbena po jeho boku v cisterciáckém klášteře Graefenthal, nekropoli geldernských hrabat.